# Charlottenhöhe
Charlottenhöhe este o arie protejată (arie specială de conservare — SAC, sit de importanță comunitară — SCI) din Germania întinsă pe o suprafață de 235,09 ha, integral pe uscat.

## Localizare
Centrul sitului Charlottenhöhe este situat la coordonatele 53°16′22″N 13°48′44″E / 53.2728°N 13.8122°E.

## Înființare
Situl Charlottenhöhe a fost declarat sit de importanță comunitară în septembrie 2000 pentru a proteja 2 specii de animale. Situl a fost protejat și ca arie specială de conservare în iunie 2003.

## Biodiversitate
Situată în ecoregiunea continentală, aria protejată conține 5 habitate naturale: Lacuri eutrofice naturale cu vegetație de tip Magnopotamion sau Hydrocharition, Pajiști uscate europene, Pajiști calcaroase din nisipuri xerice, Pajiști stepice subpanonice, Păduri de pin din stepa sarmatică.
La baza desemnării sitului se află mai multe specii protejate de  amfibieni (2): buhai de baltă cu burta roșie (Bombina bombina), triton cu creastă (Triturus cristatus).
Pe lângă speciile protejate, pe teritoriul sitului au mai fost identificate 21 de specii de plante, 1 specie de amfibieni, 1 specie de nevertebrate, 1 specie de reptile.